# Arif Khan Joy
Arif Khan Joy (ur. 15 czerwca 1978) – banglijski piłkarz grający na pozycji pomocnika w Abahani Limited Dhaka. Dziewiętnastokrotny reprezentant Bangladeszu w latach 2003–2006.

## Kariera klubowa
Joy rozpoczął swoją karierę w sezonie 2001/2002 w Mohammedanie – klubie ze stolicy kraju, z którym zdobył tytuł mistrzowski. Od sezonu 2003 występuje jednak w innym klubie z Dhaki, a mianowicie w Abahani Limited Dhaka. Razem z tym zespołem zdobył wiele wyróżnień, m.in. tytuły mistrza Bangladeszu. Z tym klubem występował również w wielu meczach z innymi klubami z Azji.

## Kariera reprezentacyjna
Arif Khan Joy jest dziewiętnastokrotnym reprezentantem Bangladeszu. Reprezentował jego barwy w latach 2003–2006. Tylko raz udało mu się trafić do siatki rywala.
| Rok  | Reprezentacja | Mecze | Bramki |
| ---- | ------------- | ----- | ------ |
| 2003 | Bangladesz    | 7     | 1      |
| 2005 | Bangladesz    | 6     | 0      |
| 2006 | Bangladesz    | 6     | 0      |